# دايفيد بالمر
دايفيد بالمر (بالإنجليزية: Dee Palmer)‏ (و. 1937  م) موسيقي، وملحن، في لندن، أورغ كهربائي، المهني سنة 1967.

## التعليم
تعلم في الأكاديمية الملكية للموسيقى
.

## وصلات خارجية
- دايفيد بالمر على موقع IMDb (الإنجليزية)
- دايفيد بالمر على موقع ميوزك برينز (الإنجليزية)
- دايفيد بالمر على موقع إن إن دي بي (الإنجليزية)
- دايفيد بالمر على موقع أول ميوزيك (الإنجليزية)
- دايفيد بالمر على موقع ديسكوغز (الإنجليزية)

- دايفيد بالمر في قاعدة بيانات الأفلام على الإنترنت